# Frank Evans (Musiker)
Frank Evans (* ca. 1940) ist ein US-amerikanischer Country-Musiker. In den 1950er-Jahren war er ein Kinderstar der Country-Szene in Florida.

## Leben
Frank Evans wurde um 1940 geboren und trat bereits als Kind im Radio auf. Bereits mit 13 Jahren war er ein „Veteran“ in Tampas Musikszene und war über WHBO und WALT zu hören, die jedoch nur eine beschränkte Reichweite hatten: „[the signal] just barely made it over the tree tops,“ war Evans’ Kommentar dazu im Magazin Hillbilly Researcher. Er hatte seine eigene Show, die von der „Velda Ice Cream Company“ gesponsert wurde. 1956, als Fernsehen immer mehr an Popularität begann, ging auch Evans mit dem Trend und trat mit seiner Band regelmäßig auf WSUN-TV in St. Petersburg, Florida, auf. Er teilte auch die Bühne mit Stars wie Red Foley.
Im selben Jahr machte Evans seine ersten Plattenaufnahmen mit den Western Hayriders, einer regional sehr beliebten Band. In den Burdette Sound Studios in Tampa spielte Evans (Gesang/Banjo) zusammen dieser Gruppe I’m Different / Another Love Like You ein. Die Musiker auf diesen Aufnahmen waren unter anderem Pete Howell (Gitarre) und Dusty Robbins (Steel Guitar). Die Single wurde im Januar 1956 über Stardays Package Deal auf dem Starday-Label veröffentlicht.
Erneut über Starday veröffentlichte Evans im Juni 1956 eine zweite Single. Er hatte kurz nach Erscheinen seiner ersten Platte seine eigene Band, die Top Notchers, gegründet. Diese bestanden neben Evans aus Arnold Newman (Gitarre), Roland Newman (Fiddle), Pip Studenberg (Bass), Colin Thomas (Steel Guitar) und einem unbekannten Schlagzeuger. Go On and Be Carefree / What Is It (That I’m Too Young to Know) wurden im WHBO Studio aufgenommen. Während die A-Seite ein einfacher Country-Titel war, lehnte die B-Seite stark am Bluegrass an.

## Diskografie
| Jahr | Titel                                                           | Label #     |
| ---- | --------------------------------------------------------------- | ----------- |
| 1956 | I’m Different / Another Love Like You                           | Starday 540 |
| 1956 | Go On and Be Carefree / What Is It (That I’m Too Young to Know) | Starday 567 |
| 1956 | Barrel of Heartaches / If You Knew                              | Starday 602 |
| 1957 | Pull the Shades Down Ma / Would Me Believe Me                   | Starday 645 |